# 약학

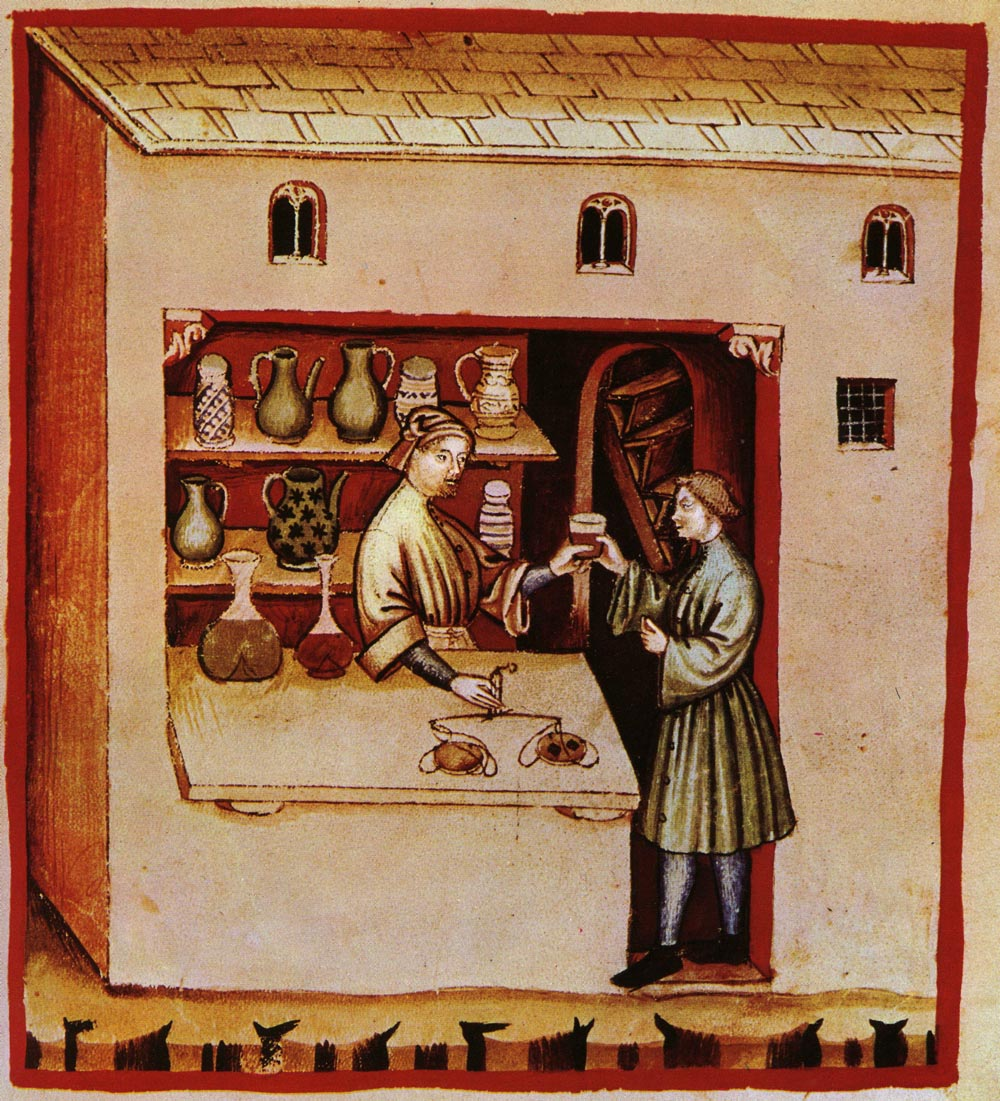
과거의 약국

약학(藥學, 영어: pharmacy)은 의약품의 화학적 성질과 효능, 약물이 생물에 미치는 영향, 약물이 환경에 미치는 영향, 약품의 조제, 수혜자에 대한 공급의 경제적 타당성 등 생물과 약물의 관계에 대한 종합적인 이론과 기술을 연구하는 학문이다.

## 분류
- 약제학
- 약물학
- 생약학
- 약물동력학
- 의약화학

## 같이 보기
- 약
- 약리학
- 한약
- 약사
- 약학대학